# Max Imboden
Max Imboden (* 19. Juni 1915 in St. Gallen; † 7. April 1969 in Basel; heimatberechtigt in St. Gallen und Unterseen) war ein Schweizer Jurist.

## Leben
Imboden wurde als Sohn eines Psychiaters und einer Kinderärztin in St. Gallen geboren. Nach seinem Rechtsstudium in Genf, Bern und Zürich und seiner Dissertation bei Zaccaria Giacometti, Bundesrecht bricht kantonales Recht, war er von 1940 bis 1943 zunächst Auditor, dann Substitut am Bezirksgericht Horgen. 1942 absolvierte er das Anwaltsexamen im Kanton Zürich, bevor er 1944 an der Universität Zürich habilitierte: Der nichtige Staatsakt. Seine Karriere beinhaltete verschiedenste Stationen: von 1946 bis 1953 war er Rechtskonsulent der Stadt Zürich, 1949 wurde er zum nebenamtlichen ausserordentlichen Professor für Steuerrecht und kantonales Verwaltungsrecht an der Universität Zürich berufen, ab 1953 war er Ordinarius für Öffentliches Recht an der Universität Basel, 1959 Gastdozent an der Freien Universität Berlin und 1963 / 1964 Rektor der Universität Basel.
Als Pionier der Wissenschaftspolitik war Imboden ab 1965 der erste Präsident des neu geschaffenen Schweizerischen Wissenschaftsrates. Seine Publikation Schweizerische Verwaltungsrechtsprechung, die später von René Rhinow fortgeführt wurde, galt lange als Standardwerk. Er war ausserdem Verfasser zahlreicher Gutachten für Bund, Kantone, Gemeinden und Privatwirtschaft sowie von Entwürfen wichtiger Bundesgesetze (u. a. betreffend Hochschulförderung, Verwaltungsgerichtsbarkeit und Verwaltungsverfahren) und von Kantonsverfassungen (Basel und Nidwalden).
Von 1960 bis 1964 war Imboden für die FDP Mitglied des Grossen Rates von Basel-Stadt, sowie ab 1960 Mitglied und 1962 Präsident des Verfassungsrates für einen wiedervereinigten Kanton Basel. Von 1965 bis 1967 war er Mitglied des Nationalrates. Imboden war die treibende Kraft bei der Diskussion um die Totalrevision der Bundesverfassung. 1964 erschien seine vielbeachtete Schrift Helvetisches Malaise. Ab 1967 war er Mitglied der Expertenkommission für die Vorbereitung der Totalrevision der Bundesverfassung unter der Leitung von Alt-Bundesrat Friedrich Traugott Wahlen. Im Militär bekleidete er den Rang eines Majors und war zuletzt im Stab der Grenzbrigade 6.
Imboden verstarb 1969 in Basel. Sein Nachlass gelangte 1987 zum Teil als Depot ins Staatsarchiv Zürich und wurde dort verzeichnet. Mit dem Entschluss der Familie, den gesamten Nachlass dem Archiv für Zeitgeschichte zu schenken, wurde auch dieser Teilbestand 1996 dem AfZ übergeben. 1997 folgte dann auch der noch bei der Familie verbliebene Teil, darunter Imbodens Tagebücher. 2008 folgten letzte Ergänzungen, insbesondere mehrere Publikationen.

## Werke (Auswahl)
- Das Gesetz als Garantie rechtsstaatlicher Verwaltung. Basel: Helbing & Lichtenhahn 1954. (Basler Studien zur Rechtswissenschaft; 38).
- Die Staatsformen. Versuch einer psychologischen Deutung staatsrechtlicher Dogmen. Basel: Helbing & Lichtenhahn 1959.
- Schweizerische Verwaltungsrechtsprechung.  Die Rechtsgrundsätze der Verwaltungspraxis, erläutert an Entscheiden der Verwaltungsbehörden und Gerichte. 2 Bde. Basel: Helbing & Lichtenhahn 1960–1962.
- Politische Systeme; Staatsformen. Neudruck in einem Band. Basel: Helbing & Lichtenhahn 1964.
- Helvetisches Malaise. Zürich: EVZ-Verlag 1964. (Polis; 20).